# Ostap Vyshnia
Ostap Vyshnia, également orthographié Ostap Vyshnya ou Ostap Vyšnja (13 novembre 1889 - 28 septembre 1956) de son vrai nom Pavlo Hubenko, est un écrivain, humoriste, satiriste et médecin ukrainien. Écrivain engagé, il fut victime des violentes répressions staliniennes. Il est considéré comme un classique de la prose satirique ukrainienne du XXe siècle, et a donné naissance à un nouveau genre littéraire[Lequel ?].

## Biographie
Pavlo Hubenko est né dans une grande famille paysanne de 17 enfants, le 13 novembre 1889 dans le khoutor de Chechva, près de la petite ville de Hrun (uk). Son père était un ancien militaire, travaillant pour un propriétaire terrien, son grand-père paternel était cordonnier à Lebedine et son grand-père maternel était agriculteur à Hrun. Pavlo étudie à l'école primaire de Zinkiv et, son père ayant servi dans l'armée, il s'inscrit aux frais de l’État à l’École médicale paramilitaire de Kiev (uk), dont il sort diplômé en 1907. Il travaille ensuite comme ambulancier, dans le 168e régiment d'infanterie, résidant à Kiev, puis à l'hôpital ferroviaire.
En 1917, il finit par réussir à passer les tests pour s'inscrire à l'Université de Kiev, et rejoint à la fin de l'année le département sanitaire du Ministère des Routes de la République populaire ukrainienne. À partir de 1918, il est mobilisé dans les unités médicales de l'armée[Laquelle ?]. N'ayant pas obtenu son diplôme, il abandonne l'Université en 1919 pour se consacrer pleinement au journalisme et aux travaux littéraires. Dans le cadre du Ministère, il est évacué en-dehors de la capitale, et cesse de travailler dans le domaine de la médecine. Il part pour le village de Kamianets-Podilskyï, où il travaille pour la première fois en tant que journaliste, pour le journal socialiste-révolutionnaire "Narodnia Volia" (Народна воля). Il y publie alors ses articles sous le nom de P. Grunsky.
En octobre 1920, il est arrêté, et condamné à 3 ans d'emprisonnement. Alors enfermé dans la prison du NKVD de Kharkiv, il retrouve sa liberté rapidement, en 1921, grâce à Vasyl Blakytny (en). De retour à Kiev, il travaille comme éditeur de langue à la maison d'édition "Knigospilka". Après cela, il travaille dans les journaux "Vist VUTSVK", "Peasant Truth", et le magazine "Red Pepper". Son frère, Vasyl Mykhaïlovytch Hubenko (uk), humoriste et écrivain également, a lui aussi contribué à ces journaux.
On le fait alors entrer au service de chirurgie de l'Hôpital des Chemins de fer du Sud-Ouest. Jusqu'à la fin de la guerre civile en 1921, il est détenu dans la prison de Kharkiv. Il est élu en 1954 au conseil d'administration de l'Union des écrivains d'Ukraine. 
au rang de chef du département médical et sanitaire du ministère des Chemins de fer de la République populaire ukrainienne. À sa disposition se trouvaient tous les hôpitaux ferroviaires, qui abritaient des officiers malades et des soldats de l'armée galicienne ukrainienne, l'armée active de la République populaire ukrainienne. La Tcheka considérait la capture de l'officier Hubenko comme un grand succès - un haut fonctionnaire "pétliuriste" du gouvernement a été détenu à Kharkiv jusqu'en 1921 - "jusqu'à la fin de la guerre civile" (c'était le libellé des tribunaux pour les opposants au régime soviétique Occupation). Mykola Skrypnyk, l'allié de Lénine, a presque "libéré" Gubenko. Skrypnyk aurait lu ses humoresques dans les publications officielles de la République populaire ukrainienne. Pavlo Gubenko a vraiment écrit honnêtement et vivement: malgré la loi martiale, il a impitoyablement ridiculisé les lacunes du Directoire et s'est personnellement moqué du chef Ataman Simon Petliura. On lui attribue la phrase d'accroche : « Dans l'annuaire automobile, sous le territoire automobile… ». Mais cette renommée n'a pas aidé Vyshnya - un officier de l'armée de la République populaire ukrainienne s'est ensuite vengé de son service en Ukraine: il y avait la prison de Lénine et le camp de concentration de Staline (URSS).Art Ostap Vishnya, 1925
Le premier ouvrage publié d'Ostap Vyshny, Denikin's Democratic Reforms (Feuleton. Cannot Be Material for the Constitution), a été publié sous la signature de P. Grunsky "à Kamianets-Podilskyi dans le journal" Narodnaya Volya "le 2 novembre 1919. Plusieurs autres feuilletons du jeune écrivain ont été publiés dans le même journal, et à partir d'avril 1921, lorsqu'il est devenu employé du journal républicain Visti VUTSVK, les temps de son travail actif et de ses discours systématiques dans la presse ont commencé. Surnommé Ostap Vyshnya, il apparaît pour la première fois le 22 juillet 1921 dans "Peasant Truth" sous le feuilleton "Weirdo, for God's sake!". Ostap Vyshnya a également fait beaucoup de travaux publics. Il a participé aux activités des associations littéraires "Plow" et "Hart", à l'organisation et à l'édition, avec E. Blue, des deux premiers numéros du magazine "Red Pepper" (1922) et a continué à travailler dans ce magazine. lorsqu'en 1927 sa production reprend. Le travail d'Ostap Vyshny au sein du comité d'organisation de l'Union des écrivains est bien connu.
Le premier ouvrage publié de Hubenko, Denikin's Democratic Reforms, parut le 2 novembre 1919 dans le journal Narodna Volia sous le pseudonyme de P. Hrunsky.
Plusieurs articles satiriques ont également été imprimés dans ce même journal par le jeune écrivain. Sa période de publication régulière débute en avril 1921, lorsqu'il devient journaliste au journal gouvernemental News of the All-Ukrainian Central Executive Committee (en ukrainien : Вісті ВУЦВК). Le pseudonyme Ostap Vyshnia est apparu pour la première fois dans The Peasant Truth le 22 juillet 1921, dans le feuilleton Odd Fellow, Really! .
En 1933, il fut envoyé dans les camps de travail pendant dix ans, et il ne put reprendre sa carrière littéraire qu'en 1943. Il a été réhabilité en 1955.
Ostap Vyshnya est décédé le 28 septembre 1956 à Kiev . Il est enterré au cimetière Baïkove.